# Mwaro
Mwaro – miasto w Burundi, stolica prowincji Mwaro. W 2008 liczyło 5 240 mieszkańców.